# Risc PC

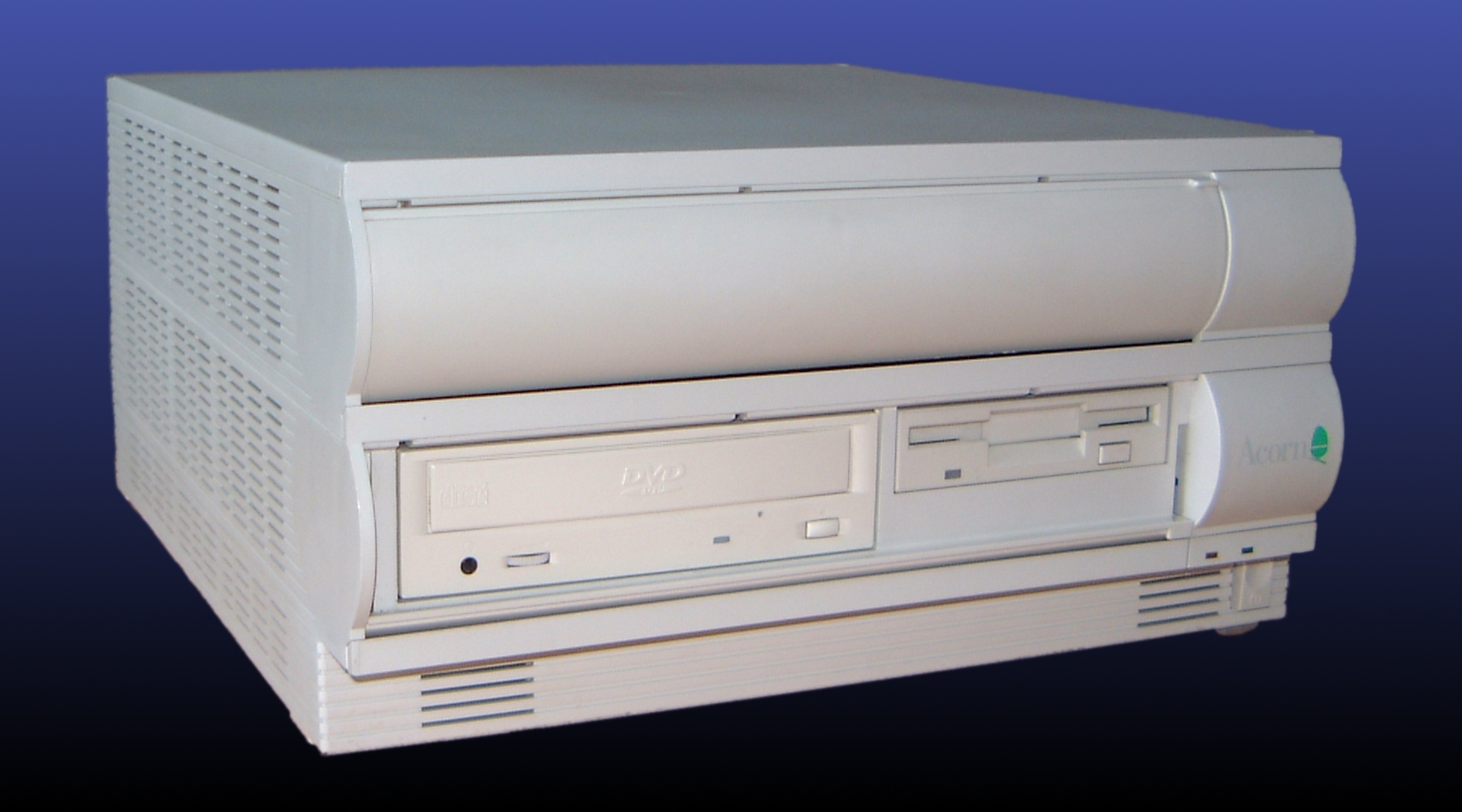
Un Acorn Risc PC 600 con floppy disk da 3.5" e drive DVD-ROM.

Il Risc PC (nome in codice "Medusa") fu una nuova generazione di PC basati sul RISC OS/Acorn RISC Machine, lanciato nel 1994 dalla Acorn. Sostituì l'Acorn Archimedes.
Come l'Archimedes, il Risc PC continuò ad includere il sistema operativo RISC OS in una ROM. La ROM aveva la struttura a cartelle di un disco, dove venivano ricavate la configurazione e alcune applicazioni.

## Specifiche tecniche
- Tipo di memoria: SIMM, 2 slot, per un massimo di 256MB.
- Video: controller VIDC20, con una VRAM fino a 2 MB.
- Espansioni: modulo Eurocard Podule. Il Risc PC supportava anche il DMA nel bus.
- Sistema operativo: RISC OS 3.5 (Risc PC 600), RISC OS 3.6 (Risc PC 700), RISC OS 3.7 (StrongARM Risc PC). RISC OS 4 è disponibile per le macchine supportate.
- Case: progettato dal designer industriale, Allen Boothroyd della Cambridge Product Design (disegnò pure il BBC Micro).
- Porte: Seriale, Parallela, tastiera PS/2, mouse Acorn, uscita per le cuffie, HD15 VGA, rete (opzionale).
- CPU: Slot per il bi-processore. Erano supportati: ARM6 a 30 MHz o 33 MHz, ARM7 a 40 MHz, StrongARM a 203 MHz, 233 MHz o 300 MHz+.

## Storia
1994 - Lancio del Risc PC 600, con un processore ARM6 a 30 MHz.

1995 - Aggiornamento della CPU all'ARM7 CPU e lancio del Risc PC 700.

1996 - Aggiornamento della CPU alla StrongARM CPU, con un incremento di prestazioni di 5 volte rispetto all'ARM7.

2000 - Nel mese di maggio, la Castle Technology lanciò la Kinetic Risc PC con un processore più veloce e memoria nella piastra madre.

2001 - Viewfinder Podule: un adattore AGP per l'uso di schede grafiche (ATI, NVIDIA).

## Risc PC 2
Acorn progettò il Risc PC 2 (con la velocità del bus a 64 MHz, slot PCI e un case giallo. Sarebbe dovuto uscire nel 1998 ma il progetto fu abbandonato prima del suo completamento. Furono costruiti solo 2 prototipi e furono visti all'opera alla fiera RISC OS 2001 a Berkshire (Inghilterra).

## Risc PC: oggi
Tutt'oggi vengono venduti varianti del Risc PC, ma questi computer hanno raggiunto la fine del loro ciclo di produzione con l'avvento di nuove macchine come:
- Iyonix PC basato sul processore Intel XScale ARM
- A9Home basato sul processore Samsung S3C2440 ARM

I Risc PC inoltre erano più costosi rispetto ai PC.